# Ключёвский сельсовет (Пономарёвский район)
Ключёвский сельсовет — сельское поселение в Пономарёвском районе Оренбургской области Российской Федерации.
Административный центр — село Ключёвка.

## История
9 марта 2005 года в соответствии с законом Оренбургской области № 1909/346-III-ОЗ образовано сельское поселение Ключёвский сельсовет, установлены границы муниципального образования.

## Население
| 2010 | 2012 | 2013 | 2014 | 2015 | 2016 | 2017 |
| ---- | ---- | ---- | ---- | ---- | ---- | ---- |
| 468  | ↘454 | ↘452 | ↘442 | ↘429 | ↘405 | ↘384 |
| 2018 | 2019 | 2020 | 2021 |      |      |      |
| ↘381 | ↘369 | ↘368 | ↘358 |      |      |      |

## Состав сельского поселения
| № | Населённый пункт | Тип населённого пункта       | Население |
| - | ---------------- | ---------------------------- | --------- |
| 1 | Георгиевка       | посёлок                      | 26        |
| 2 | Ильиновка        | посёлок                      | 19        |
| 3 | Ключёвка         | село, административный центр | 423       |
| 4 | Михайловка       | посёлок                      | 0         |